# Sante Cecilia e Caterina d'Alessandria (Chiaveghino)
La pala d'altare Sante Cecilia e Caterina d'Alessandria è un dipinto olio su tela realizzato alla fine del XVI secolo da Andrea Mainardi detto il Chiaveghino per l'abbazia dei Gerolimini collocata nella cappella dedicata alle due sante. La tela è firmata dall'artista ANDREAS MAINARDVS CPGNOMENTO|CHIAVEGHINVS CREMONEN-SIS.

## Storia
La seconda cappella posta a sinistra dell'aula della chiesa intitolata ai santi Pietro e Paolo che faceva parte della grande abbazia claustrale dei monaci Gerolimini, era stata dedicata alle sante Cecilia e Caterina d'Alessandria, e decorata e affrescata nel 1592 da Andrea Mainardi, unitamente ai decori l'artista cremonese realizzò la pala d'altare ispirandosi a quella del suo maestro Bernardino Campi per la chiesa di San Sigismondo di Cremona datata 1562, avente la medesima intitolazione.
Che il Mainardi fosse stato alunno del Campi non ha trovato sempre gli storici concordi, ma questa pittura potrebbe determinare definitivamente la sua giovanile presenza nella bottega del Campi e anche la sua collaborazione nei lavori realizzati per la chiesa di San Sigismondo. I lavori eseguiti dal Mainardi nella chiesa di Ospedaletto Lodigiano, non sempre ricordano le opere del maestro, ma serve considerare lo sviluppo che l'artista ebbe nei trent'anni successivi alla loro collaborazione.

## Descrizione

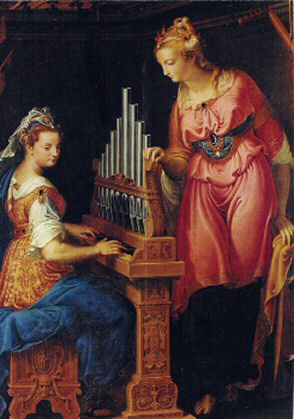
Bernardino Campi, Sante Cecilia e Caterina d'Alessandria

La cappella intitolata alla due sante, chiusa da una inferriata è completamente decorata da affreschi inseriti in stucchi dorati su fondo bianco, espone la grande pala dedicata alle sante Cecilia e Caterina d'Alessandria. Il vano è preceduto da due paraste con capitelli ionici che hanno sulla sommità due angeli alati dalle grandi dimensioni che poggiano su di un peduccio invitando il fedele all'attenzione. 
La due tele, quella del Campi e questa del Chiaveghino, sono identiche per quanto riguarda la raffigurazione delle due sante: santa Lucia è seduta su di uno sgabello nell'atto di suonare un organo, e santa Caterina d'Alessandria con accanto la ruota attributo con il quale viene identificata. In aggiunta questa tela ha le due palme, una posta ai piedi di santa Lucia e una nelle mani di santa Caterina simbolo dei santi martiri, ma di particolare interesse è la raffigurazione di strumenti musicali: un trombone, una lira a braccio, un sonaglio e un cornetto, sulla parte superiore della tela che nell'opera del Campi è vuota. Vi è nella tela del Mainardi il desiderio di inserire le due sante in uno spazio ben definito, dipingendone la pavimentazione a disegni geometrici. La tela presenta quindi un artista che non dimentica le esperienze ma sviluppa maggiormente le sue conoscenze.
Negli affreschi della cappella il Mainardi abbandona completamente il Campi avvicinandosi ad artisti come il bresciano Moretto con il suo illuminismo, e il Romanino nell'espressività dei volti. Di questi affreschi di particolare interesse è la raffigurazione di sSanta Caterina con i rettori d'Alessandria che la stanno giudicando. L'artista ripeterà il medesimo impianto scenografico nel Cristo fra i dottori della legge eseguita nel 1601 per la chiesa parrocchiale di San Biagio di Codogno.